# 10492 Mizzi
10492 Mizzi è un asteroide della fascia principale. Scoperto nel 1986, presenta un'orbita caratterizzata da un semiasse maggiore pari a 3,0259388 au e da un'eccentricità di 0,0686266, inclinata di 10,65755° rispetto all'eclittica.